# NEVZA Club Championships (herrar)
NEVZA Volleyball Club Championships är en volleybollturnering för herrklubblag från NEVZAs medlemsförbund.

## Resultat per år
| Upplaga                 | Upplaga               | Podium          | Podium          | Podium          |              |
| Säsong                  | Spelplats för finalen | Mästare         | Tvåa            | Trea            |              |
| ----------------------- | --------------------- | --------------- | --------------- | --------------- | ------------ |
| 2007-08 mer information | Raisio                | Raision Loimu   | Falkenbergs VBK | Førde VBK       |              |
| 2008-09 mer information | Falkenberg            | BK Marienlyst   | Falkenbergs VBK | Middelfart VBK  |              |
| 2009-10 mer information | Sollentuna            | BK Marienlyst   | Middelfart VBK  | Falkenbergs VBK |              |
| 2010-11 mer information | Middelfart            | Førde VBK       | Middelfart VBK  | BK Marienlyst   |              |
| 2011-12 mer information | Gentofte              | BK Marienlyst   | Nyborg VBK      | Gentofte Volley |              |
| 2012-13 mer information | Falkenberg            | Nyborg VBK      | Falkenbergs VBK | BK Marienlyst   |              |
| 2013-14 mer information | Odense                | Falkenbergs VBK | Nyborg VBK      | BK Marienlyst   |              |
| 2014-15 mer information | Linköping             | Linköpings VC   | Nyborg VBK      | Falkenbergs VBK |              |
| 2015-16 mer information | Bergen                | Nyborg VBK      | BK Marienlyst   | Gentofte Volley |              |
| 2016-17 mer information | Falkenberg            | Falkenbergs VBK | Gentofte Volley | BK Tromsø       |              |
| 2017-18 mer information | Fjell                 | TIF Viking      | BK Marienlyst   | BK Tromsø       |              |
| 2018-19 mer information | Ishøj                 | Polonia London  | BK Marienlyst   | Hvidovre VK     |              |
| 2019-20                 | -                     | Ej genomförd    | Ej genomförd    | Ej genomförd    | Ej genomförd |

## Resultat per klubb
| Lag             | Antal titlar | Säsonger                  |
| --------------- | ------------ | ------------------------- |
| BK Marienlyst   | 3            | 2008-09, 2009-10, 2011-12 |
| Nyborg VBK      | 2            | 2012-13, 2015-16          |
| Falkenbergs VBK | 2            | 2013-14, 2016-17          |
| Raision Loimu   | 1            | 2007-08                   |
| Førde VBK       | 1            | 2010-11                   |
| Linköpings VC   | 1            | 2014-15                   |
| TIF Viking      | 1            | 2017-18                   |
| Polonia London  | 1            | 2018-19                   |

## Resultat per land
| Land    | Antal titlar |
| ------- | ------------ |
| Norge   | 4            |
| Danmark | 3            |
| Sverige | 3            |
| Finland | 1            |
| England | 1            |